# 福井市藤島中学校
福井市藤島中学校（ふくいし ふじしまちゅうがっこう）は、福井県福井市八ツ島町にある公立中学校。

## 沿革
- 1985年4月1日 - 福井市藤島中学校開校。

## アクセス
- えちぜん鉄道三国芦原線 八ツ島駅より約700 m。
- E8 北陸自動車道 福井北ICから、主に国道416号経由 約8.5 km。
- E67 中部縦貫自動車道 松岡ICから、主に国道416号経由 約9.5 km。

## 特色
- 藤島地区周辺の中学校のマンモス化を避けるために創立された比較的新しい学校である。福井市明道中学校、灯明寺中学校、光陽中学校の3校から校区分割。
- 珍しい茶色の制服が特徴。
- かつては純田園地域だったが、宅地化・商業化が進み、マンションの建設、スーパー・中小商店の進出が数多くみられるようになった。
- 校下には、７世紀前後の古墳をはじめ新田塚史跡、黒丸城城趾等歴史を今に伝える遺跡が数多くみられる。
- 高等学校、県立武道館、県立馬術競技場等を擁する文教地区である。

## 学校周辺
- 福井大学教育地域科学部附属特別支援学校
- 福井県立武道館